# Kate Michaels
Pour les articles homonymes, voir Michaels.
 (juillet 2013).
Kate Michaels (née Kathleen Rebecca Hall le 2 juin 1969) est une chanteuse et actrice américaine spécialisée dans la musique de big band, le swing, le cabaret et la comédie musicale.

## Biographie
Kate Michaels est née dans le comté de Butte, un des comtés les plus septentrionaux de la Vallée centrale de Californie. Son père, Edward Proper Hall, était l’arrière-petit-fils d’Edward Proper, à qui l’on doit l’invention d’une variété de blé connue sous le nom de « blé Proper ». Son grand-oncle, Hedley Hall, était un acteur truculent de vaudeville et une personnalité de la radio locale. Ses premières influences ont été le folk, les comédies musicales, le swing et le jazz. Kate Michaels, qui a grandi en Californie, a vécu à Singapour, en Autriche et en Allemagne. Elle réside actuellement à Bâle, en Suisse.
Au début de sa carrière, Michaels interprète des premiers et seconds rôles dans de nombreuses productions théâtrales ou musicales dans les régions de Los Angeles, San Francisco, Sacramento et de la Vallée de Napa. Après avoir obtenu une bourse d’Irma Cooper pour étudier à l’American Institute of Musical Studies à Graz, en Autriche, l’artiste emménage à Brême, en Allemagne. Peu après, Kate Michaels rejoint la distribution suisse originale de The Phantom of the Opera de Lloyd Webber, avec la compagnie de production britannique, Really Useful Group à Bâle, en Suisse. Michaels participe à la tournée, à travers le Royaume-Uni, de la pièce poétique australo-américaine Walking the Dog, produite par la compagnie de théâtre Walking the Dog, de New York. Puis son premier album sort. Il s’intitule Just Marilyn. Le deuxième, The Best Things in Life, est un enregistrement de jazz avec le trio de jazz allemand, The Red Thread.
Kate Michaels a également enseigné la musique et le chant à l’Université de Berkeley (UC Berkeley Extension), au St. Mary’s College of California, à l’American Conservatory Theater, au New Conservatory Theater, à l’école de jazz de Bâle, l’école de jazz de Bern et l’école de théâtre et de danse de Zurich. Par ailleurs, elle signe des articles dans Classical Singer Magazine et divers bulletins d’informations.

## De nos jours
Son premier album, Just Marilyn, qui reprend des chansons des big bands du Great American Songbook, nous transporte à l’époque des grandes formations orchestrales du swing et rend hommage au glamour de Marilyn Monroe. Tous les titres de Just Marilyn enregistrés par Michaels ont été interprétés à un moment ou à un autre par l’icône du cinéma Marilyn Monroe. L’idée de son deuxième album, The Best Things in Life, lui est venue après avoir écouté un enregistrement de Jo Stafford de The Best Things in Life are Free.
Kate Michaels se produit en solo dans les spectacles Swinging the Marilyn Monroe Songbook, Big Band Sizzle, Gossip, Glitter & Glam. Elle se produit également dans des comédies musicales et des concerts avec The Red Thread et divers big bands en France, en Allemagne, en Suisse, en Australie, en Espagne, en Norvège, en Angleterre ou en Nouvelle-Zélande. Kate Michaels tient la vedette dans de nombreux festivals, manifestations caritatives et spectacles.

## Discographie
- 2003 : Just Marilyn
- 2007 : The Best Things in Life